# Ahistoricismo
El ahistoricismo hace referencia a una negación de relación con la historia, el desarrollo histórico o la tradición.
Se utiliza el término ahistoricismo  más frecuentemente como una crítica, refiriéndose a ser inexacto o ignorante históricamente (por ejemplo, una actitud ahistórica). También puede describir el fracaso de una persona al formular un argumento o asunto en un contexto histórico o ignorar un hecho o implicación histórico.  Además, puede describir una visión político-social de que la historia no es importante o que no tiene relevancia en la vida moderna o la toma de decisiones. También el adjetivo  puede indicar una forma atemporal desligada de lo humano.

## Ejemplos
Un ejemplo es la convivencia entre dinosaurios y humanos en algunas películas antiguas, siendo que hay una diferencia de millones de años entre estas dos especies.